# ویسکی گندم

یک بطری ویسکی گندم

ویسکی گندم (به انگلیسی: Wheat whiskey) نوعی ویسکی است که برای تهیه آن از دانه‌های گندم برای تخمیر استفاده می‌کنند. ویسکی گندم معمولاً در کشورهای آمریکا و آلمان ساخته می‌شود.